# Dieci (Arad)
Dieci é uma comuna romena localizada no distrito de Arad, na região histórica da Transilvânia. A comuna possui uma área de 84.69 km² e sua população era de 1644 habitantes segundo o censo de 2007.